# Lim Heng Chek
Lim Heng Chek (* 1936; † 15. Mai 2021) war ein malaysischer Schwimmer, der für die Föderation Malaya antrat.
Bei den Olympischen Sommerspielen 1956 in Melbourne belegte Lim im Wettkampf über 100 Meter Rücken den 24. Platz. Lim nahm an den Asienspielen 1958 und 1962 sowie an den British Empire and Commonwealth Games 1962 teil. Des Weiteren gewann er bei den ersten Südostasienspielen 1959 Gold über 100 Meter Rücken und 100 Meter Schmetterling. Zwei Jahre später gewann er bei seiner zweiten Teilnahme an den Südostasienspielen Silber über 100 Meter Rücken.
Nachdem er 1962 seine Karriere beendet hatte, trainierte er von 1964 bis 1979 15 Jahre lang die Mannschaft von Selangor sowie die Schwimmnationalmannschaft Malaysias.
2013 wurde Lim für seine Verdienste für den malaiischen Schwimmsport in die Hall of Fame des Olympischen Rates von Malaysia aufgenommen.